# Мирон Дюканов
«Миро́н Дюка́нов» — тип колёсных буксирных пароходов со стальным корпусом мощностью 300 лошадиных сил, проект 1006. Назначение: буксировка барж на канале Москва — Волга. Четыре судна, в том числе головное, были построены начиная с 1937 года на верфи в Мордовщиках (Горьковская область). Однотипные суда строились на верфи в Гороховце, где головным буксиром был «Алексей Стаханов», затем «Алексей Бусыгин» и «Андрей Петраш». Всего было построено 7 судов проекта 1006. В Мордовщиках были построены «Мирон Дюканов» регистровый номер 2100, «Макар Мазай» (2716), «Федор Каченин» (2260, с 1954 года — «Новгород») и «Степан Фаустов» (2099, с 1950 — «Старица»). Тип движителя — гребные колёса. Расположение бортовое с поворотными плицами. Число оборотов 34 об./мин. Число движителей 2. Скорость 17 км/ч.
За работу на теплоходе «Мирон Дюканов» Сталинской премии 1949 года удостоен Николай Дмитриевич Киселёв.
Головной пароход серии назван в честь шахтёра-стахановца Мирона Дмитриевича Дюканова. Другие также получили имена стахановцев: сталевара Макара Мазая, кузнецов Степана Фаустова и Алексея Бусыгина, шахтёра Алексея Стаханова. После войны честь судов было переименовано в связи с отказом от практики называть корабли в честь ещё живущих людей.